# Bachivillers
Bachivillers je francouzská obec v departementu Oise v regionu Hauts-de-France. Žije zde 546 obyvatel.

## Sousední obce
Boissy-le-Bois, Fleury, Fresne-Léguillon, Fresneaux-Montchevreuil, Hardivillers-en-Vexin, Jouy-sous-Thelle, Le Mesnil-Théribus, Senots

## Vývoj počtu obyvatel
Počet obyvatel 